# Scott Sutherland
Scott Sutherland (* 15. Mai 1910 in Wick, Caithness, Schottland; † 10. Oktober 1984 in Dundee, Schottland) war ein schottischer Bildhauer und Hochschullehrer.

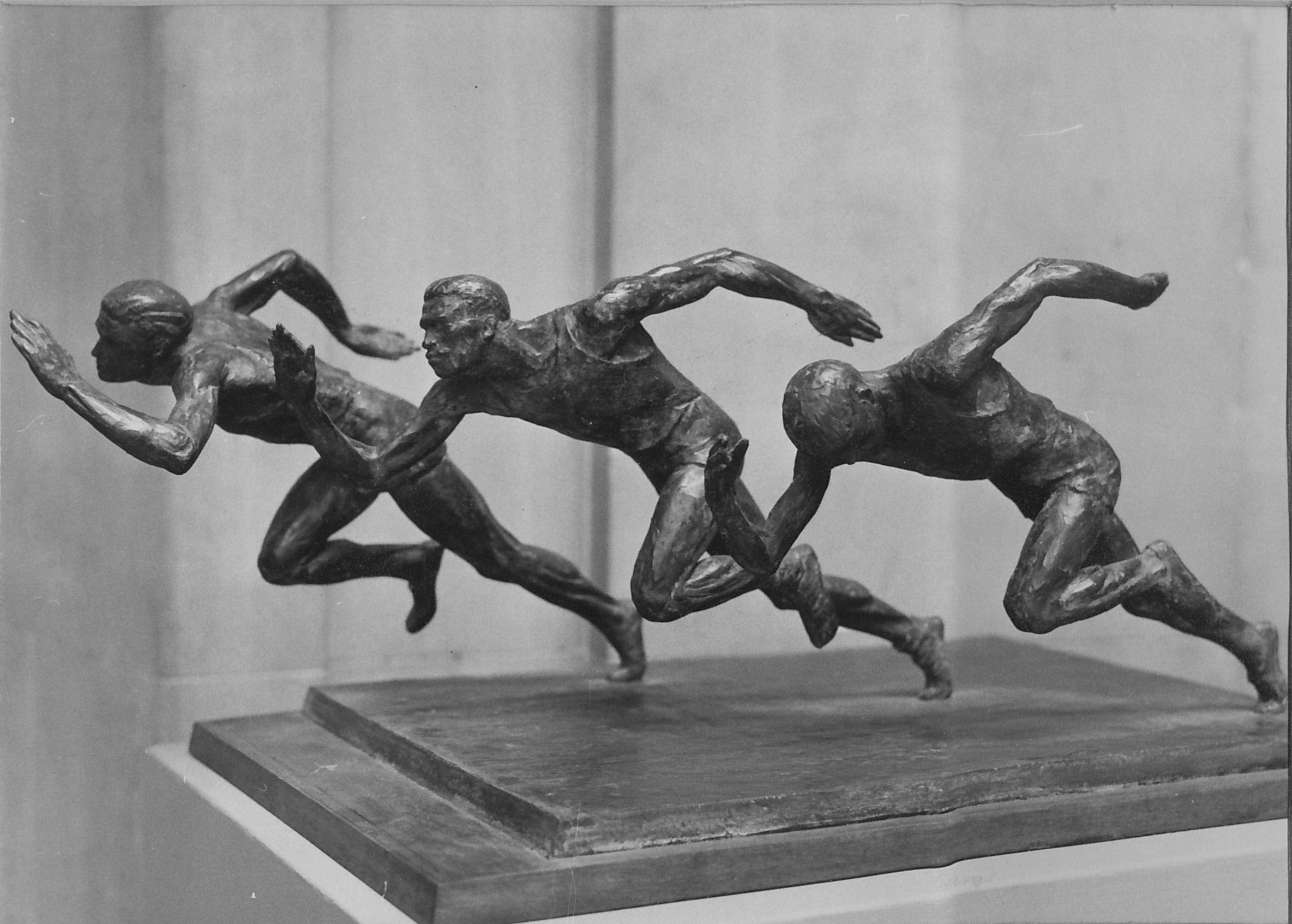
Sprinters von Scott Sutherland

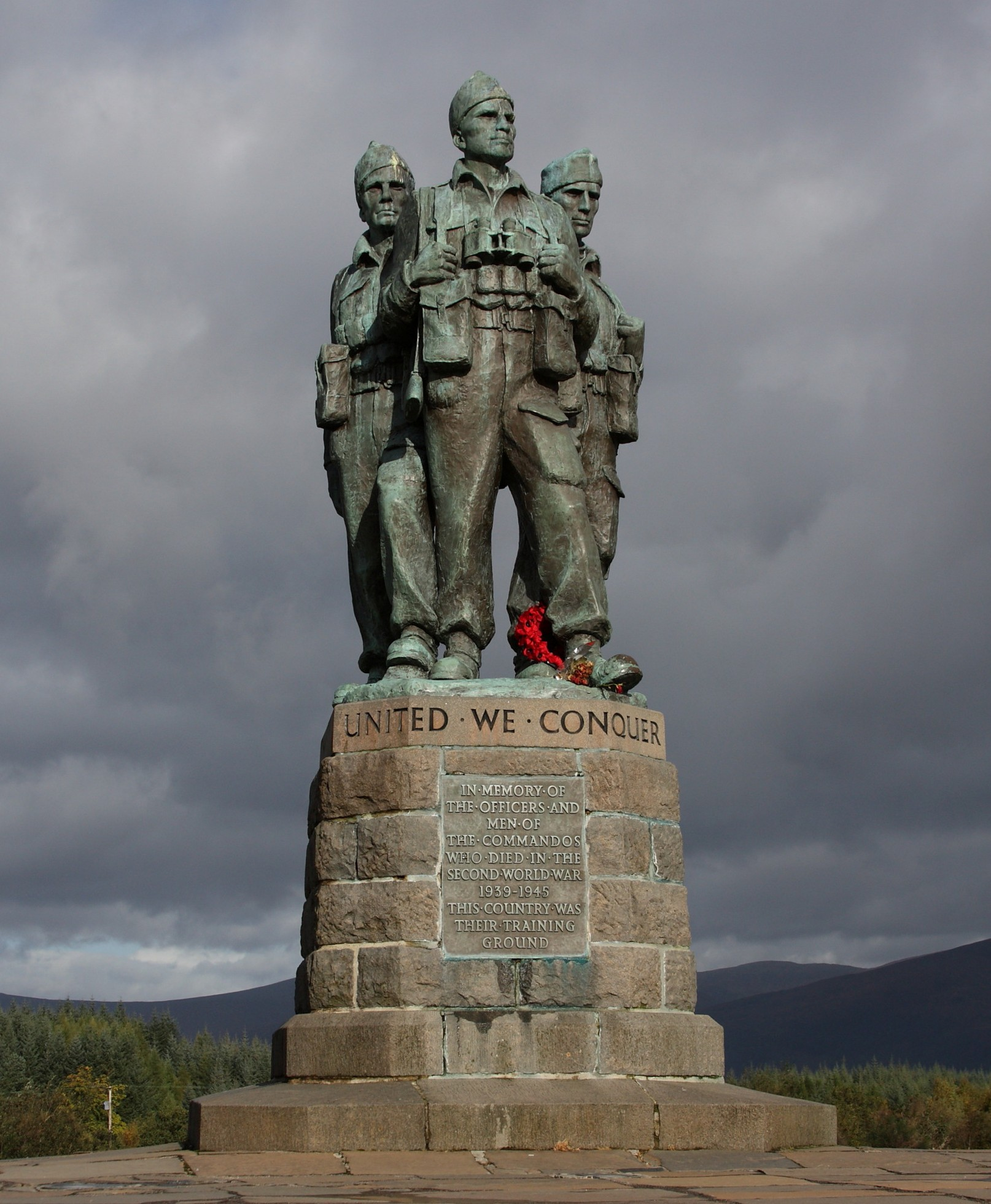
The Commando Memorial in der Nähe des Ortes Spean Bridge in den Scottish Highlands

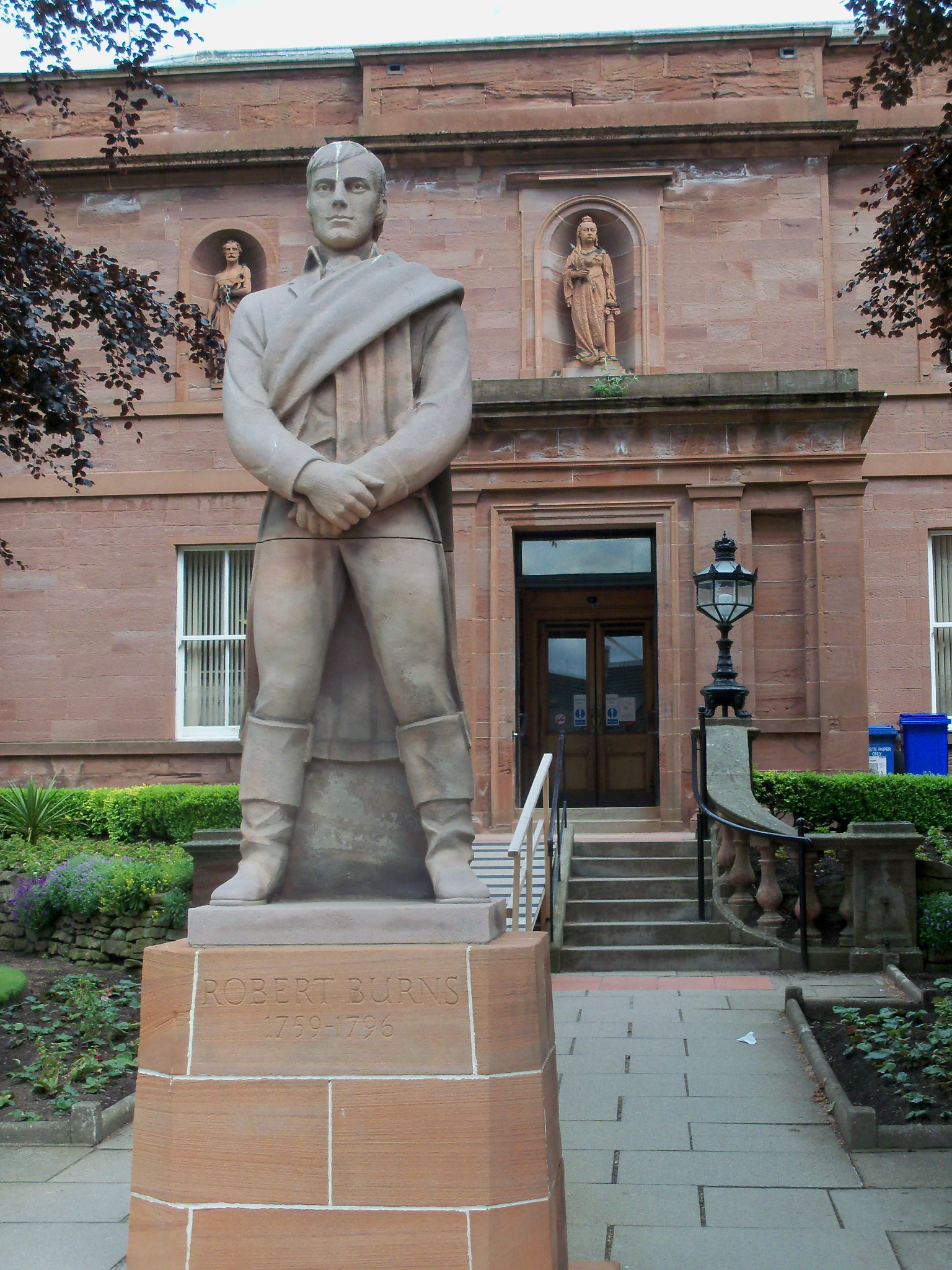
Statue des schottischen Dichters Robert Burns. Arbroath, Schottland

## Leben
Scott Sutherland wuchs in Wick als Sohn des Majors David Sutherland auf. Nach dem Schulbesuch begann er 1928 seine künstlerische Ausbildung an der Gray’s School of Art in Aberdeen. Von 1929 bis 1933 studierte er Bildhauerei bei Alexander Carrick am Edinburgh College of Art. 1933 erhielt er ein Carnegie-Travelling-Stipendium für Studienreisen durch Ägypten, Griechenland und Italien. 1934 folgte ein Stipendium für die École des Beaux-Arts in Paris. Anschließend studierte er in Deutschland und Frankreich. Während des Zweiten Weltkriegs diente er über sechs Jahre in der Royal Artillery. Ab 1945 war er Lehrbeauftragter in Belfast und von 1947 bis zu seinem Ruhestand 1975 Leiter der Bildhauerabteilung am Duncan of Jordanstone College of Art & Design in Dundee. Er arbeitete ehrenamtlich als Illustrator und war zudem ein talentierter Amateurboxer und Geigenspieler.

## Werk
Scott Sutherland fertigte Porträts, Gedenktafeln und figürliche Skulpturen, die oft militärische oder sportliche Motive zeigen. Das bekannteste Werk des Künstlers ist das „Commando Memorial“ bei Spean Bridge. Es wurde 1949 in einem nationalen Wettbewerb ausgewählt und 1952 von der Queen Mother enthüllt. Seither zählt es zu den bedeutendsten öffentlichen Monumenten Schottlands. Weitere bedeutende Arbeiten sind die Reliefs und Tafeln in der National Library of Scotland (Wappen und Allegorien) sowie zahlreiche weitere öffentliche Werke. Dazu zählen Gedenktafeln für Robert Burns (1959 in Arbroath), das Black Watch Memorial am Powrie Brae (1959), das Hercules-Linton-Denkmal in Inverbervie, die Dowding-Gedenktafel in Moffat, das Broughty-Ferry-Lifeboat-Memorial, die Kenmore-Capercaillie-Skulptur, die Admiralsbüste von Cochrane in Culross sowie Silberpokale für das Royal Observer Corps und die Braemar Highland Games. 1950 wurde er Associate RSA, 1961 Fellow der Royal Society of British Sculptors und 1970 vollwertiges Mitglied der Royal Scottish Academy. Auch nach seinem Ruhestand schuf er bis zu seinem Tod im Jahr 1984 weiterhin Arbeiten, darunter Holzschnitzereien. Sein Engagement wird heute unter anderem mit einer Sammlung von Gedenktafeln entlang des „Commando Memorial Heritage Trail“ in Spean Bridge, Wick, Dundee und anderen Orten gewürdigt.